# Fin Bartels
Fin Bartels (Kiel, 7 februari 1987) is een Duits voormalig betaald voetballer die doorgaans speelde vleugelspeler. Tussen 2005 en 2023 was hij actief voor Holstein Kiel, Hansa Rostock, FC St. Pauli, Werder Bremen en opnieuw Holstein Kiel.

## Clubcarrière
Bartels debuteerde in 2005 in het profvoetbal voor Holstein Kiel. In 2007 trok hij voor drie seizoenen naar Hansa Rostock. Daarna speelde hij vier seizoenen voor FC St. Pauli, waarin hij 22 keer scoorde in 117 competitieduels. In 2014 tekende hij als transfervrije speler een driejarig contract bij Werder Bremen. Hij debuteerde voor Werder Bremen op 30 augustus 2014, tegen TSG 1899 Hoffenheim. Op 12 september 2014 maakte hij zijn eerste doelpunt voor de Noord-Duitse club, tegen Bayer Leverkusen. Aan het einde van het seizoen 2020/21 degradeerde Werder naar de 2. Bundesliga. Bartels ging in die competitie voor Holstein Kiel spelen, waar hij veertien jaar eerder was vetrokken. In juli 2023 besloot Bartels op zesendertigjarige leeftijd een punt te zetten achter zijn profloopbaan.